# 新潟県道77号上越頸城大潟線

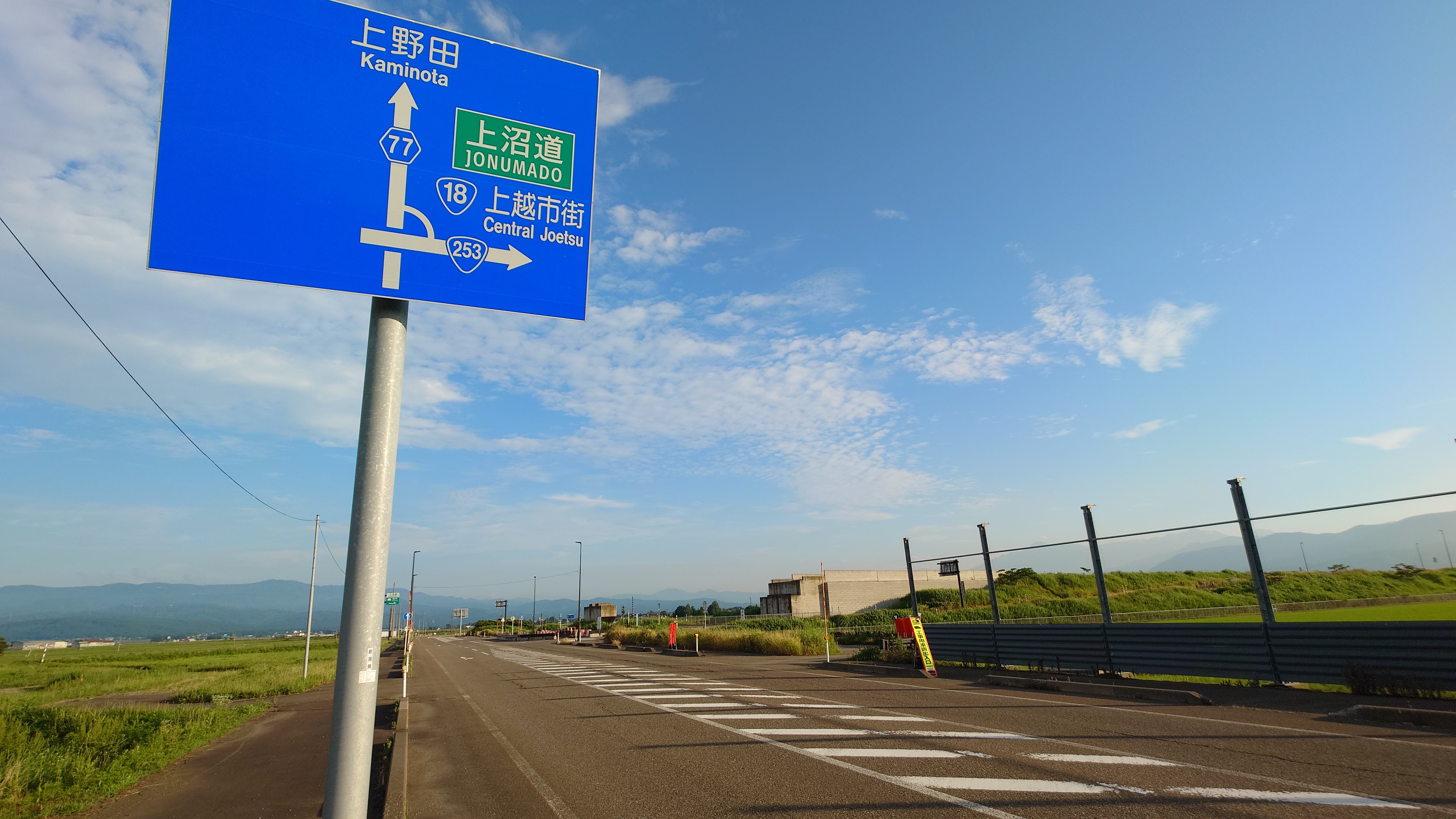
鶴町インターチェンジ付近

新潟県道77号上越頸城大潟線（にいがたけんどう77ごう じょうえつくびきおおがたせん）は、新潟県上越市を通る県道（主要地方道）である。

## 概要
上越市有数の水田地帯である高田平野のほぼ中央を南北に縦貫する路線である。

### 路線データ
- 起点：新潟県上越市上野田（新潟県道13号上越安塚柏崎線交点）
- 終点：新潟県上越市大潟区土底浜字蜘ヶ池道西（土底浜駅前交差点、国道8号交点）

## 歴史
- 1993年（平成5年）5月11日 - 建設省から、県道上越頸城大潟線が上越頸城大潟線として主要地方道に指定される[1]。

## 路線状況

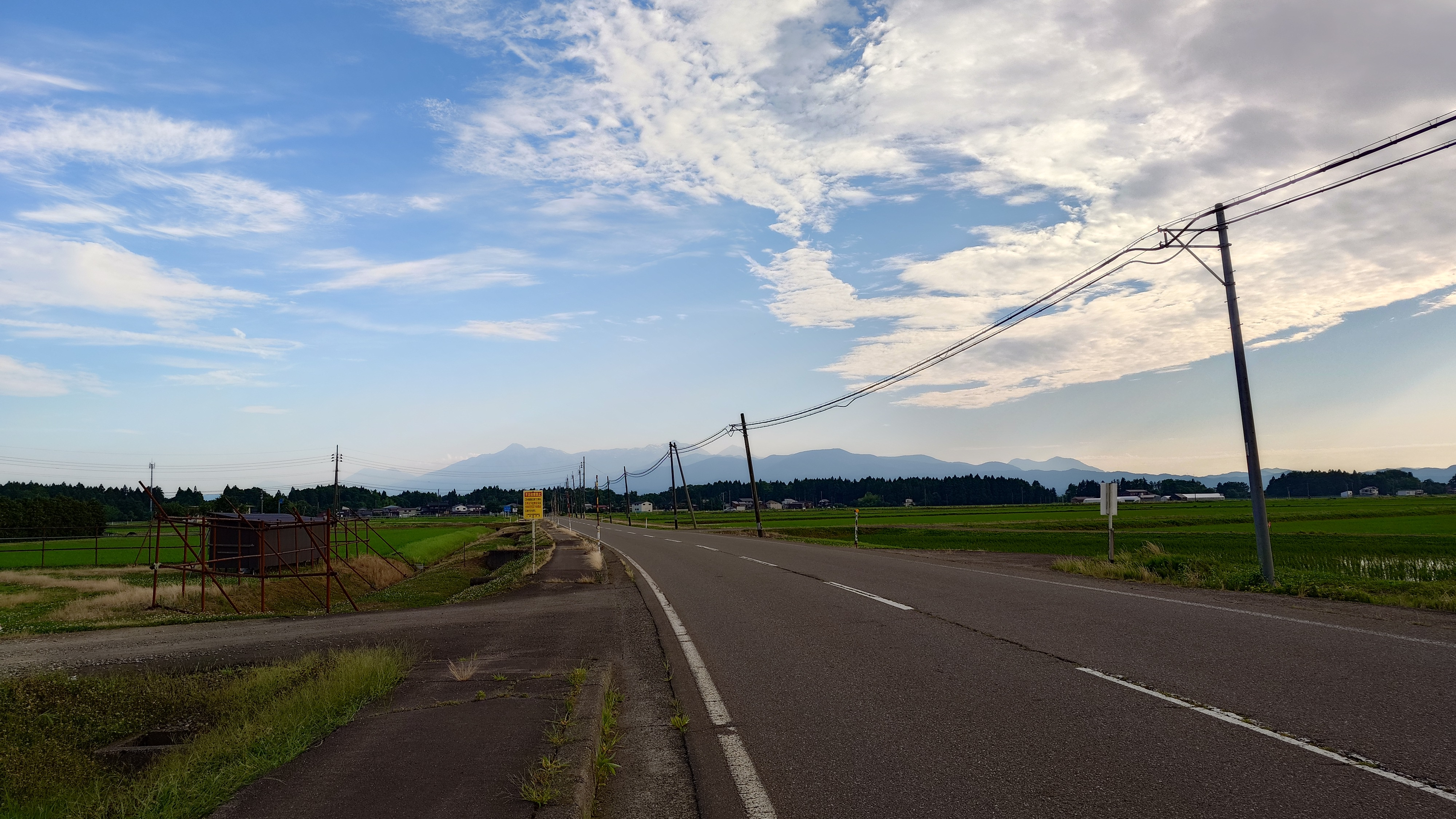
新潟県道77号線、小泉付近

### 重複区間
- 新潟県道216号大瀁直江津線（北福崎 - 百間町交差点）
- 新潟県道258号長坂潟町停車場線（頸城区上柳町新田 - 大潟区土底浜駅前交差点）

## 地理
上越市上野田の新潟県道13号上越安塚柏崎線上野田交差点を起点とし、上沼道（上越三和道路）の鶴町インターチェンジを経由し、くびき野レールパーク付近を通過し、北越急行ほくほく線をアンダーパスし、北陸自動車道大潟パーキングエリア/スマートインターチェンジを経由し、終点の国道8号土底浜駅前交差点へ至る。
頸城区上柳町より終点方への新潟県道258号長坂潟町停車場線との重用区間は隘路が続くほかは、片側1車線が確保された区間が多い。

### 通過する自治体
- 上越市

### 交差する道路
- 新潟県道13号上越安塚柏崎線（上野田交差点、起点）
- 新潟県道43号上越安塚浦川原線（上真砂交差点）
- 国道253号（上名柄交差点）
- 新潟県道216号大瀁直江津線（北福崎）
- 新潟県道216号大瀁直江津線・新潟県道253号浦川原犀潟停車場線（百間町交差点）
- 新潟県道258号長坂潟町停車場線（上柳町新田)
- 国道8号・新潟県道258号長坂潟町停車場線（土底浜駅前交差点、終点）